# Monumento a Nelson (Liverpool)
El Monumento a Nelson es un monumento al almirante Horatio Nelson, en Exchange Flags, Liverpool, Inglaterra. Fue diseñado por Matthew Cotes Wyatt y esculpido por Richard Westmacott. Se encuentra al norte del Ayuntamiento y fue inaugurado en 1813.

## Historia
En 1805, el Ayuntamiento de Liverpool decidió conmemorar la victoria de Nelson en la Batalla de Trafalgar erigiendo un monumento y votó a favor de pagar £ 1,000 para su diseño y construcción. Se lanzó un fondo de suscripción pública y en dos meses se alcanzó un total de 8,930 libras esterlinas, incluyendo 750 de los aseguradores de Lloyd's y 500 de la Asociación de las Indias Occidentales . Se acordó que el monumento debería estar ubicado en un sitio prominente cerca de la Bolsa. Se organizó un concurso para su diseño, y este fue ganado por Matthew Cotes Wyatt, hijo de James Wyatt, el contrato se firmó en 1809. Matthew Wyatt era relativamente inexperto y fue asistido por Richard Westmacott. La primera piedra se colocó el 15 de julio de 1812 y el monumento se inauguró el 21 de octubre de 1813, el octavo aniversario de la muerte de Nelson. En 1866, el monumento se trasladó a su sitio actual en Exchange Flags para permitir una extensión a los edificios Exchange, y la base de piedra de Westmorland fue reemplazada por una de granito.

## Descripción
El monumento consta de una estatua de bronce sobre una base de piedra. Su altura total es de 8,8 metros, y la circunferencia de la base es 29,1 m . La base consta de un pedestal en forma de tambor de mármol de (2,7 m) altura, sobre un sótano de granito de 1,8 m)de alto. Sentados alrededor del pedestal hay cuatro estatuas que representan a prisioneros esposados sentados en poses de tristeza; representan las principales victorias de Nelson, las batallas del Cabo San Vicente, el Nilo, Copenhague y Trafalgar. En el tambor entre las estatuas hay cuatro bajorrelieves de bronce que representan otras acciones navales en las que participó Nelson. Rodeando el pedestal sobre las estatuas hay guirnaldas de laurel que cuelgan de detrás de las cabezas de los leones. Unidas a anillos en la boca de los leones hay cadenas que descienden para esposar a los prisioneros. En la parte superior del pedestal hay una cornisa con una inscripción en letras de metal que dice INGLATERRA ESPERA QUE CADA HOMBRE HAGA SU DEBER.
En la parte superior del pedestal hay un grupo de figuras de bronce de 4,3 m de altura, y cada figura mide 2,1 m de altura y formando una estructura aproximadamente piramidal. Son cinco figuras rodeadas por las cortinas y palos de banderas capturadas, con un ancla y una cuerda en el suelo. Una representación desnuda idealizada de Nelson, con el brazo derecho amputado cubierto por parte de una bandera, con un pie sobre un cañón y el otro sobre el cadáver de un enemigo, sostiene en posición vertical una espada en la que Victoria coloca la última de las cuatro coronas. A la derecha de Nelson está la figura de la Muerte que se extiende para tocarlo. A la izquierda de Nelson hay un marinero británico que avanza a grandes zancadas. Detrás de Nelson está la figura de Britannia sosteniendo una corona de laurel y relieves sobre Nelson.
El monumento fue el primer elemento de escultura pública que se erigió en Liverpool, y está registrado en la Lista del Patrimonio Nacional de Inglaterra.